# Чарлз Огъл
Чарлз Стантън Огъл (на английски: Charles Stanton Ogle) е американски театрален и филмов актьор от нямата ера на киното. Той е първият актьор, който се превъзплъщава в ролята на Чудовището на Франкенщайн през 1910 г. Друга негова значима роля е Дългия Джон Силвър от 1020 г.

## Биография
Чарлз Стантън Огъл е роден в Стюбенвил, Охайо на 5 юни 1865 г. Баща му Джоузеф Огъл е методистки пастор от ирландски произход, а майката Анна Маст от германски произход и работи като продавач в златарски магазин. Огъл завършва Юридическия колеж на Университета в Илинойс като бакалавър по право. Преди това работи две години като адвокат.
Първоначално играе като театрален актьор. Дебютът му в Бродуей е през 1905 г. Три години по-късно Огъл се мести в Ню Йорк, за да работи в студиото на Едисън. Първата му роля е във филма „Бостънското чаено парти“ от 1908 г. на режисьора Едуин Портър. През 1910 г. се превъплъщава в Чудовището на Фракенщайн, с което става първия актьор изиграл един от най-влиятелните и известни персонажи в жанра „ужаси“. Участва и в „Какво се случи с Мери“ от 1912 г., който се счита за първия сериен филм в американското кино. През 1910 г. Огъл заминава за Лос Анджелес - новата мека за кино бизнеса. Там работи за компания „Парамаунт“, където най-популярната му роля е на Дългия Джон Силмър от „Островът на съкровищата“ от 1920 г. Огъл участва в повече от 300 филми до 1926 г.
След пенсионирането си от киното, работи като адвокат до смъртта си. Огъл умира 11 октоври 1940 г. в Лонг Бийч, Калифорния от атеросклероза.

## Избрана филмография
| Година | Филм                    | Оригинално заглавие   | Роля               | Режисьор        | Бележки |
| ------ | ----------------------- | --------------------- | ------------------ | --------------- | ------- |
| 1908   | Бостънското чаено парти | The Boston Tea Party  |                    | Едуин Портър    |         |
| 1910   | Франкенщайн             | Frankenstein          | Чудовището         | Джей Сиър Доули |         |
| 1910   | Коледна песен           | A Christmas Carol     | Боб Крачит         | Джей Сиър Доули |         |
| 1912   | Какво се случи с Мери   | What Happened to Mary |                    |                 |         |
| 1920   | Остворът на съкровищата | Treasure Island       | Дългия Джон Силвър | Морис Турнер    |         |